# U-Bahnhof Hudtwalckerstraße

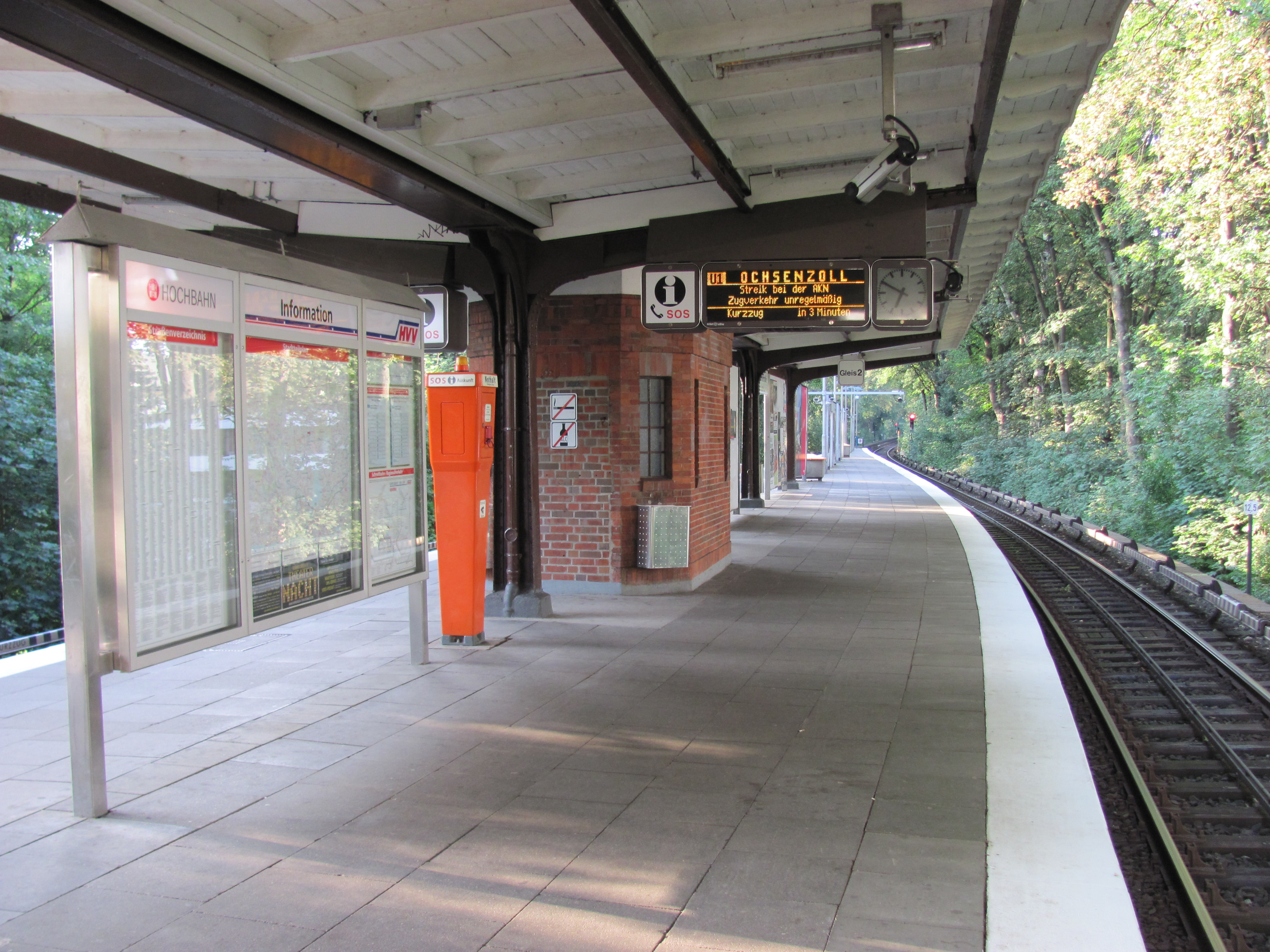
Bahnsteig mit dem ehemaligen Abfertigungsgebäude und der Informationsvitrine des HVV

Der U-Bahnhof Hudtwalckerstraße ist eine Haltestelle der Hamburger U-Bahn-Linie U1 im Stadtteil Winterhude. Das Kürzel der Station bei der Betreiber-Gesellschaft Hamburger Hochbahn lautet „HU“. Täglich steigen hier durchschnittlich 11.131 Menschen ein und aus (mo–fr, 2019).

## Anlage
Das mit Sandstein-Elementen und rotem Backstein verkleidete Empfangsgebäude befindet sich auf der nordöstlichen Seite der Kreuzung der namensgebenden Hudtwalckerstraße mit dem Straßenzug Bebelallee/Sierichstraße und hat mit je zwei einfachen Schwingtüren versehene Ausgänge zu beiden Seiten. Dieses besteht aus einer Vorhalle, ehemals Schalterhalle, und dem Treppenhaus mit der festen Treppe als – bis 2023 – einzigem Zugang zum Bahnsteig, der durch zwei Doppeltüren gewährleistet wird. Er erstreckt sich auf 120 Meter Länge nördlich des Treppenaufgangs zwischen den Gleisen auf dem Bahndamm. Das südliche Drittel davon stellt den älteren Teil dar, das ein Bahnsteigdach mit Mittelstützen aufweist. Hier befindet sich auch das frühere Abfertigungsgebäude aus Backstein für den bis in die 1980er Jahre eingesetzten Haltestellenwärter. In der Südwestecke der Eingangshalle befindet sich ein Kiosk.
2022/2023 wurde ein weiterer Zugang mit einer Treppe und einem Aufzug nördlich des Bereichs mit Bahnsteigdach eingerichtet und am 13. Dezember 2023 eröffnet. Dieser behindertengerechte Zugang führt zur Bebelallee. Der Bahnsteig wurde mit Leitstreifen für Sehbehinderte ausgestattet.

## Geschichte
Die Station an der Hudtwalckerstraße war Teil der Ohlsdorfer Zweigstrecke der Hochbahn und ging mit der Streckeneröffnung im Jahr 1914 in Betrieb. 1923/1924 wurde die Station einige Monate lang wegen zu geringer Nutzung geschlossen, die Bebauung im Umfeld war zu diesem Zeitpunkt noch deutlich dünner als heute.
Die Bahnsteige wurden zweimal Richtung Norden verlängert, das letzte Mal um 1970 für den Einsatz von 9-Wagen-Zügen des Typs DT3. Die Fahrkartenausgabe in der Zugangshalle wurde nach Aufstellung von Fahrkartenautomaten aufgegeben, die Sperrenanlage am oberen Treppenende abgebaut. Nach Einführung der Selbstabfertigung durch die Zugfahrer wurden die Zugabfertiger abgezogen, die Abfertigungsapparaturen abgebaut und das Abfertigungsgebäude geschlossen. Sonst fanden Renovierungsarbeiten wie die Erneuerung der Bahnsteigbeleuchtung, der Fahrtzielanzeiger und der Stationsbeschriftung sowie der Ersatz der Kleinpflaster-Oberfläche auf dem älteren Teil statt.
Der Name über den Zugangstüren der Station wurde falsch, ohne ck, geschrieben und wegen des unverhältnismäßigen Aufwandes nie korrigiert.

## Anbindung
| Linie | Verlauf |
| ----- | --- |
| U 1   | Norderstedt Mitte – Richtweg – Garstedt – Ochsenzoll – Kiwittsmoor – Langenhorn Nord – Langenhorn Markt – Fuhlsbüttel Nord – Fuhlsbüttel – Klein Borstel – Ohlsdorf – Sengelmannstraße (City Nord) – Alsterdorf – Lattenkamp (Sporthalle) – Hudtwalckerstraße – Kellinghusenstraße – Klosterstern – Hallerstraße – Stephansplatz (Oper/CCH) – Jungfernstieg – Meßberg – Steinstraße – Hauptbahnhof Süd – Lohmühlenstraße – Lübecker Straße – Wartenau – Ritterstraße – Wandsbeker Chaussee – Wandsbek Markt – Straßburger Straße – Alter Teichweg – Wandsbek-Gartenstadt – Trabrennbahn – Farmsen – Oldenfelde – Berne – Meiendorfer Weg – Volksdorf / Streckenast Ohlstedt – Buckhorn – Hoisbüttel – Ohlstedt \ Streckenast Großhansdorf – Buchenkamp – Ahrensburg West – Ahrensburg Ost – Schmalenbeck – Kiekut – Großhansdorf |

Am U-Bahnhof Hudtwalckerstraße besteht Übergang zu den MetroBus-Linien 20 und 25, zur XpressBus-Linie X22 und zur NachtBus-Linie 600.
| Linie | Verlauf |
| ----- | --- |
| 20    | Bf. Altona – S Holstenstraße – Eimsbüttel, Schulweg – Hoheluft, Gärtnerstraße – UKE Eppendorf – Eppendorfer Marktplatz – U Hudtwalckerstraße – City Nord – S Rübenkamp |
| 25    | Bf. Altona – S Holstenstraße – Eimsbüttel, Schulweg – Hoheluft, Gärtnerstraße – UKE Eppendorf – Eppendorfer Marktplatz – U Kellinghusenstraße – U Hudtwalckerstraße – Winterhude, Goldbekplatz – U Mundsburg – U Wartenau – S Landwehr – U Burgstraße – Hammerbrook, Sachsenstraße |
| X22   | U Hagenbecks Tierpark – Lokstedt, Siemersplatz – Eppendorfer Marktplatz – U Hudtwalckerstraße – U Hamburger Straße – Wandsbek Markt – Jenfeld-Zentrum |
| 600   | Bf. Altona – S Holstenstraße – Eimsbüttel – Hoheluft, Gärtnerstraße – Eppendorfer Marktplatz – U Hudtwalckerstraße – U S Barmbek – U Wandsbek Markt – U Horner Rennbahn – Böcklerstraße                                                                                            |